# Cracking (hóa học)
Trong hóa dầu, địa chất dầu khí và hóa hữu cơ, cracking là quá trình trong đó các hợp chất hữu cơ phức tạp như kerogen hoặc các hydrocarbon cấu trúc lớn bị phá vỡ thành các hợp chất đơn giản hơn như là các hydrocarbon nhẹ hơn, bằng cách bẻ gãy các liên kết giữa các nguyên tử carbon trong các hợp chất trên. Tốc độ phản ứng của cracking và các sản phẩm cuối cùng phụ thuộc rất nhiều vào nhiệt độ và sự có mặt của các chất xúc tác. Cracking phá vỡ các alkan lớn thành các alken nhỏ hơn, hữu dụng hơn. Nói đơn giản, khi đun nóng alkan CnH2n + 2 với n ≥ 3 (có thể có xúc tác) sẽ xảy ra phản ứng cắt đứt liên kết C - C, chia alkan thành 1 alken và alkan mới nhỏ hơn. Quá trình này có thể đòi hỏi nhiệt độ cao và áp suất cao.
Bên ngoài lĩnh vực hóa dầu, thuật ngữ "cracking" được sử dụng để mô tả bất kỳ loại phân chia các phân tử nào dưới ảnh hưởng của nhiệt độ, chất xúc tác và dung môi, chẳng hạn như trong các quá trình chưng cất huỷ hoại hoặc chưng khô.
Cracking dùng xúc tác chất lỏng tạo ra số lượng lớn các loại xăng và LPG, trong khi hydrocracking tạo ra số lượng lớn nhiên liệu phản lực, dầu diesel, naphtha, và LPG.

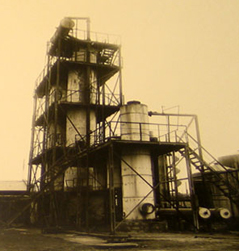
Nhà máy lọc dầu sử dụng quá trình cracking Shukhov, Baku, Liên Xô, 1934.

## Lịch sử và bản quyền phát minh
Vladimir Shukhov, một kỹ sư Nga, đã phát minh ra và cấp bằng sáng chế cho một số phương pháp khác nhau của phương pháp cracking nhiệt (được gọi là "quá trình cracking của Shukhov", "quá trình cracking Burton", "quá trình cracking của Burton-Humphreys" và quá trình cracking "Dubbs") lần đầu tiên vào năm 1891 (Đế chế Nga, bằng sáng chế số 12926, ngày 7 tháng 11 năm 1891). Một bản quyền phát minh đã được sử dụng ở một mức độ hạn chế ở Nga, nhưng sự phát triển của phát minh này không được theo dõi bản quyền. Trong thập kỷ đầu của thế kỷ 20 các kỹ sư người Mỹ William Merriam Burton và Robert E. Humphreys phát triển độc lập và được cấp bằng sáng chế một quy trình tương tự với bằng sáng chế số 1.049.667 của Hoa Kỳ vào ngày 8 tháng 6 năm 1908. Một số ưu điểm của nó là cả bình ngưng và nồi hơi đều được giữ dưới áp suất cao.
Tuy nhiên, trong các phiên bản trước đó, nó là một quá trình xảy ra theo lô, chứ không phải là liên tục, và nhiều bằng sáng chế được ghi nhận ở Mỹ và Châu Âu, mặc dù không phải tất cả đều có khả năng thực hiện trên thực tế. Năm 1924, một phái đoàn từ Tập đoàn Dầu mỏ Sinclair của Hoa Kỳ đã đến thăm Shukhov. Sinclair Oil dường như muốn đề nghị rằng bằng sáng chế của Burton và Humphreys, được sử dụng bởi Standard Oil, được lấy từ bằng sáng chế của Shukhov về việc cracking dầu mỏ, như được mô tả trong bằng sáng chế của Nga. Nếu việc có thể được thực hiện, nó có thể tăng cường quyền lực của các công ty đối thủ của Mỹ muốn làm mất hiệu lực bằng sáng chế Burton-Humphreys. Trong trường hợp Shukhov hài lòng với người Mỹ về nguyên tắc, phương pháp của Burton giống với bằng sáng chế 1891 của ông, mặc dù quan tâm của ông về vấn đề này chủ yếu là để xác định rằng "ngành công nghiệp dầu mỏ của Nga có thể dễ dàng chế tạo một bộ máy cho phép cracking theo bất kỳ hệ thống mô tả nào mà không bị buộc tội bởi người Mỹ về việc mượn bằng sáng chế miễn phí".

## Hóa học
Một số lượng lớn các phản ứng hóa học diễn ra trong quá trình cracking, hầu hết chúng dựa trên các gốc tự do. Mô phỏng máy tính nhằm mô hình hoá những gì xảy ra trong quá trình cracking hơi đã bao gồm hàng trăm hoặc thậm chí hàng nghìn phản ứng trong mô hình của chúng. Các phản ứng chính xảy ra bao gồm:

### Khởi động
Trong những phản ứng này một phân tử đơn lẻ chia thành hai gốc tự do. Chỉ một phần nhỏ của các phân tử khởi động thực sự trải qua quá trình khởi động, nhưng những phản ứng này là cần thiết để tạo ra các gốc tự do dẫn đến các phản ứng còn lại. Trong quá trình cracking hơi, việc này thường liên quan đến phá vỡ một liên kết hóa học giữa hai nguyên tử carbon, thay vì liên kết giữa một nguyên tử carbon và một nguyên tử hydro.
CH3CH3 → 2 CH3•

### Tách hydro
Trong các phản ứng này, một gốc tự do loại bỏ một nguyên tử hydro từ một phân tử khác, biến phân tử thứ hai thành một gốc tự do.
CH3• + CH3CH3 → CH4 + CH3CH2•

### Sự phân rã triệt để
Trong các phản ứng này, một gốc tự do phân tách ra thành hai phân tử, một là alken, và một gốc tự do khác. Đây là quá trình dẫn đến các sản phẩm alken.
CH3CH2• → CH2=CH2 + H•

### Sự bổ sung triệt để
Trong các phản ứng này, ngược lại các phản ứng phân rã triệt để, một gốc tự do phản ứng với một alken tạo thành một gốc tự do lớn hơn. Các quy trình này liên quan đến việc hình thành các sản phẩm thơm cuối cùng khi sử dụng các loại nguyên liệu nặng hơn.
CH3CH2• + CH2=CH2 → CH3CH2CH2CH2•

### Phản ứng kết thúc
Trong các phản ứng này, hai gốc tự do phản ứng với nhau để tạo ra các sản phẩm không phải gốc tự do. Hai hình thức chấm dứt phổ biến là sự kết hợp lại, trong đó hai gốc tự do kết hợp thành một phân tử lớn hơn, và sự mất cân bằng, trong đó một gốc chuyển một nguyên tử hydro sang một gốc khác, tạo ra một anken và một ankan.
CH3• + CH3CH2• → CH3CH2CH3
CH3CH2• + CH3CH2• → CH2=CH2 + CH3CH3

### Ví dụ: cracking butan
Có ba vị trí mà một phân tử butan (CH3-CH2-CH2-CH3) có thể bị bẻ gãy. Mỗi vị trí này có một phản ứng khác nhau:
- 48%: bẻ gãy liên kết CH3-CH2.

CH3* / *CH2-CH2-CH3
Cuối cùng phản ứng tạo ra một ankan và một anken: CH4 + CH2=CH-CH3
- 38%: bẻ gãy liên kết CH2-CH2.

CH3-CH2* / *CH2-CH3
Cuối cùng phản ứng tạo ra một ankan và một anken khác loại: CH3-CH3 + CH2=CH2
- 14%: bẻ gãy liên kết C-H cuối cùng (phản ứng đehidro hóa)

H/CH2-CH2-CH2-CH3
Cuối cùng phản ứng tạo ra một anken và khí hydro: CH2=CH-CH2-CH3 + H2

## Các phương pháp cracking

### Cracking nhiệt
Cracking nhiệt độ cao hiện đại hoạt động ở áp suất tuyệt đối khoảng 7.000 kPa. Đây là một quá trình tổng hợp không cân xứng, trong đó các sản phẩm giàu hiđrô "nhẹ" được hình thành; đổi lại các phân tử nặng hơn ngưng tụ và bị tách hydro. Phản ứng thực tế được gọi là đồng ly và tạo ra các anken, đó là cơ sở để sản xuất các sản phẩm polymer quan trọng trong kinh tế.
Việc cracking bằng nhiệt hiện nay được sử dụng để "nâng cấp" các phân tử rất nặng hoặc để tạo ra các phân tử hoặc chiết xuất nhẹ hơn, nhiên liệu đốt và/hoặc than cốc dầu mỏ. Hai điểm cực đoan của cracking nhiệt về mặt phạm vi sản phẩm được thể hiện bằng quá trình nhiệt độ cao được gọi là "cracking hơi" hoặc chưng khô (khoảng 750 °C tới 900 °C hoặc cao hơn) mà tạo ra etylen và các sản phẩm có giá trị khác cho ngành công nghiệp hóa dầu, và than cốc chậm trễ (khoảng 500 °C) mà có thể sản xuất, dưới những điều kiện thích hợp, than cốc dầu mỏ kim có giá trị, một loại than cốc dầu mỏ tinh thể cao được sử dụng trong sản xuất điện cực trong các ngành công nghiệp sản xuất thép và nhôm. Người ta cracking những phần nặng của dầu mỏ chỉ nhờ tác dụng của nhiệt ở những áp suất khác nhau (cracking nhiệt) hoặc cracking nhờ chất xúc tác alumosilicat hoặc nhôm clorua (nhiệt độ 450 °C tới 500 °C, gọi là cracking xúc tác).
William Merriam Burton đã phát triển một trong những quá trình cracking nhiệt sớm nhất vào năm 1912 hoạt động ở 700–750 °F (370–400 °C) và áp suất tuyệt đối là 90 psi (620 kPa) và được gọi là quy trình Burton. Ngay sau đó, vào năm 1921, CP Dubbs, một nhân viên của công ty Universal Oil Products, đã phát triển một quy trình cracking nhiệt tiên tiến hơn một chút, hoạt động ở 750–860 °F (400–460 °C) và được gọi là quy trình Dubbs. Quá trình Dubbs đã được sử dụng rộng rãi bởi nhiều nhà máy lọc dầu cho đến đầu những năm 1940 khi quá trình cracking xúc tác được đưa vào sử dụng.

### Cracking hơi
Quá trình cracking hơi là một quá trình hóa dầu, trong đó các hydrocarbon bão hòa bị phân nhỏ thành các hydrocarbon nhỏ hơn, thường là không bão hòa. Đây là phương pháp công nghiệp chủ yếu để sản xuất anken nhẹ hơn (hoặc thường là olefin), bao gồm etylen và propylen. Các đơn vị cracker hơi là các cơ sở trong đó nguyên liệu như naphtha, khí hóa lỏng (LPG), etan, propan hoặc butan được crack nhiệt thông qua việc sử dụng hơi nước trong một dãy lò nhiệt phân để sản xuất các hydrocarbon nhẹ hơn.
Trong quá trình cracking hơi, nguồn cấp hydrocarbon ở thể khí hoặc lỏng như naphtha, LPG hoặc etan được pha loãng với hơi nước và được làm nóng trong thời gian ngắn trong lò mà không có oxy. Thông thường, nhiệt độ phản ứng rất cao, vào khoảng 850 °C, nhưng phản ứng chỉ được phép diễn ra trong thời gian ngắn. Trong các lò nung cracking hiện đại, thời gian cư trú được giảm xuống miligiây để cải thiện năng suất, dẫn đến vận tốc khí lên tới tốc độ âm thanh. Sau khi đạt đến nhiệt độ cracking, khí nhanh chóng được làm nguội để dừng phản ứng trong đường truyền thiết bị trao đổi nhiệt hoặc bên trong thiết bị làm nguội sử dụng dầu làm nguội.
Các sản phẩm được tạo ra trong phản ứng phụ thuộc vào thành phần của đầu vào, tỷ lệ hydrocarbon trên hơi, nhiệt độ cracking và thời gian tồn tại của lò. Nguồn cấp hydrocarbon nhẹ như etan, LPG hoặc naphtha nhẹ cung cấp các dòng sản phẩm giàu các anken nhẹ hơn, bao gồm ethylene, propylene và butadiene. Nguồn cấp hydrocarbon nặng hơn (đầy đủ và naphtha nặng cũng như các sản phẩm lọc dầu khác) cung cấp một số trong số này, nhưng cũng cho các sản phẩm giàu hydrocarbon thơm và hydrocarbon thích hợp để đưa vào xăng hoặc dầu nhiên liệu. Các dòng sản phẩm tiêu biểu bao gồm xăng nhiệt phân (pygas) và BTX.
Nhiệt độ cracking cao hơn tạo điều kiện cho việc sản xuất ethylene và benzen, trong khi nhiệt độ thấp hơn tạo ra lượng propylene, C4-hydrocarbon và các sản phẩm lỏng cao hơn. Quá trình này cũng dẫn đến sự lắng đọng chậm của than cốc, một dạng cacbon, trên thành lò phản ứng. Vì than cốc làm giảm hiệu suất của lò phản ứng, cần hết sức cẩn thận khi thiết kế các điều kiện phản ứng để giảm thiểu sự hình thành của nó. Tuy nhiên, lò nấu hơi thường chỉ có thể chạy trong vài tháng giữa các lần khử cốc. "Khử cốc" yêu cầu lò phải được cách ly khỏi quy trình và sau đó một luồng hơi hoặc hỗn hợp hơi / không khí được đi qua các ống cuộn lò. Quá trình phân hủy này thực chất là quá trình đốt cháy carbon, chuyển đổi lớp cacbon rắn cứng thành cacbon monoxit và carbon dioxide.

### Cracking dùng chất lỏng xúc tác

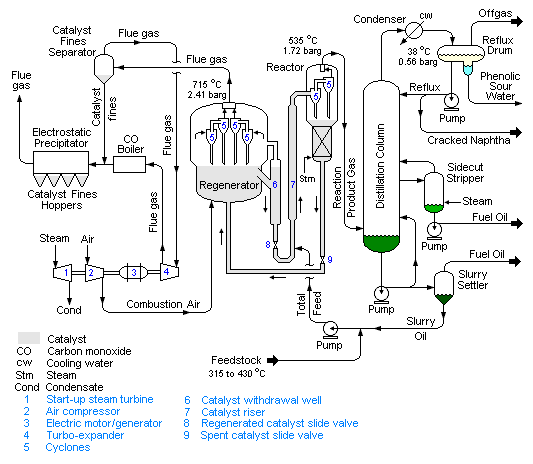
Sơ đồ dòng chảy của một lò cracking dùng xúc tác chất lỏng

Quá trình cracking xúc tác liên quan đến sự có mặt của các chất xúc tác axit rắn, thường là silica-alumina và zeolit. Các chất xúc tác thúc đẩy sự hình thành cacbocation, trải qua quá trình sắp xếp lại và cắt đứt các liên kết CC. Liên quan đến nứt nhiệt, nứt mèo xảy ra ở nhiệt độ nhẹ hơn, giúp tiết kiệm năng lượng. Hơn nữa, bằng cách hoạt động ở nhiệt độ thấp hơn, sản lượng của anken bị giảm đi. Anken gây ra sự mất ổn định của nhiên liệu hydrocarbon.
Quá trình cracking dùng xúc tác dạng lỏng là một quá trình thường được sử dụng và một nhà máy lọc dầu hiện đại thường sẽ bao gồm một máy cracker cat, đặc biệt là tại các nhà máy lọc dầu ở Mỹ, do nhu cầu xăng cao. Quy trình này được sử dụng lần đầu tiên vào khoảng năm 1942 và sử dụng chất xúc tác dạng bột. Trong Thế chiến thứ hai, Lực lượng Đồng minh có nguồn cung cấp nguyên liệu dồi dào, trái ngược với Lực lượng Trục, lực lượng bị thiếu xăng và cao su nhân tạo trầm trọng. Việc triển khai quy trình ban đầu dựa trên chất xúc tác alumin hoạt tính thấp và một lò phản ứng nơi các hạt chất xúc tác bị lơ lửng trong dòng hydrocarbon nguồn tăng lên trong tầng sôi.
Trong các thiết kế mới hơn, quá trình cracking xảy ra bằng cách sử dụng chất xúc tác dựa trên zeolit rất hoạt động trong một đường ống thẳng đứng hoặc dốc lên trong thời gian ngắn tiếp xúc được gọi là "riser". Nguồn dầu đã được làm nóng trước được phun vào đế của bộ tăng tốc thông qua các vòi cấp liệu nơi nó tiếp xúc với chất xúc tác tầng sôi cực nóng ở 1.230 đến 1.400 °F (666 đến 760 °C). Chất xúc tác nóng làm bốc hơi thức ăn và xúc tác các phản ứng cracking phân hủy dầu cao phân tử thành các thành phần nhẹ hơn bao gồm LPG, xăng và dầu diesel. Hỗn hợp hydrocarbon-xúc tác chảy lên trên qua ống nâng trong vài giây, và sau đó hỗn hợp được tách qua xyclon. Các hydrocarbon không có chất xúc tác được chuyển đến bộ phân đoạn chính để tách thành nhiên liệu khí, LPG, xăng, naphtha, dầu chu trình nhẹ được sử dụng trong động cơ diesel và nhiên liệu máy bay, và dầu nhiên liệu nặng.

### Hydrocracking
"hydrocracking" có nghĩa là bẻ gãy nguyên tử bằng hydro. Trong quá trình này, các parafin, dầu bôi trơn, bitum được xử lý bằng hydro dưới điều kiện nhiệt độ, áp suất rất cao và có mặt các chất xúc tác đặc biệt. Sản phẩm chính của quá trình này là các hydrocacbon có số cacbon trung bình dùng để làm xăng, dầu diesel, dầu hoả. Điều đó giúp cải thiện hiệu quả kinh tế của quá trình lọc dầu.